# Cumaral
Cumaral là một khu tự quản thuộc tỉnh Meta, Colombia. Thủ phủ của khu tự quản Cumaral đóng tại Cumaral Khu tự quản Cumaral có diện tích 580 ki lô mét vuông. Đến thời điểm ngày 28 tháng 5 năm 2005, khu tự quản Cumaral có dân số 13828 người.